# أونيموشا: أمراء الحرب

الشاشة الرئيسية للعبة بعد التحديث بتاريخ 23 أبريل 2025.

أونيموشا: أمراء الحرب (بالإنجليزية: Onimusha: Warlords) (باليابانية: 鬼武者) ، هي الجزء الأول من سلسلة ألعاب أونيموشا والتي طورها شركة كابكوم اليابانية، صدرت على جهاز بلاي ستيشن 2 عام 2001م، وفي عام 2002م صدرت على جهاز إكس بوكس وعام 2003م صدرت على جهاز الحاسب الشخصي «ويندوز».

## تطوير اللعبة
تعود أصول لعبة أونيموشا إلى عام 1997، عندما صرّح يوشيكي أوكاموتو، مدير شركة كابكوم، لمجلة دينغيكي نينتندو 64 عن فكرةٍ راودته لإصدار نسخة نينجا من ريزدنت إيفل سنة (١٩٩٦)، والتي قد تُصدر على جهاز نينتندو 64 أو 64 دي دي. تدور أحداث اللعبة في "منزل نينجا" مليء بالفخاخ، على غرار قصر ريزدنت إيفل، حيث تُخاض المعارك باستخدام السيوف والشوريكن.
وفي مقابلة مع برنامج غيم سنتر سي إكس التلفزيوني سنة 2003، أوضح كيجي اينافون أن المشروع بدأ عندما اقترح على مسؤولي الشركة إصدارًا من ريزدنت إيفل، والتي من المفترض أن تدور أحداثها في فترة المقاطعات المتحاربة اليابانية، والذي يطلق عليه اسم سينغوكو بايوهازارد، والتي بدأ التطوير على جهاز بلاي ستيشن، واستطاع إينافون إنتاج لعبة ريزدنت إيفل 1.5 كأساس اللعبة الجديدة.
وخططت شركة كابكوم لإصدار ثلاثية أونيموشا، وكان أول العنوان قيد التطوير في الأصل لجهاز بلاي ستيشن 1، وتم استبداله لجهاز بلاي ستيشن 2، وألغيت الإصدار اللعبة على جهاز بلاي ستيشن 1، برغم أن عملية التطوير تمت بنسبة 50% تقريباً. واستطاع فريق التطوير للعبة أونيموشا تجربة جهاز بلاي ستيشن 2، وذلك بسبب قدرات الجهاز العالية في ذلك الوقت، واستطاعوا تطوير اللعبة على محرك مخصص للعبة ريزدنت إيفل.ref name="1upinter">"ON THE CUTTING EDGE". 1UP.com. مؤرشف من الأصل في 2013-11-05. اطلع عليه بتاريخ 2013-08-28.</ref>
كتب نوبورو سوجيمارا وفلاغشيب حبكة اللعبة. تدور أحداث القصة في فترة سينجوكو نظرًا لأن صراعاتها المتعددة يمكن أن توفر خلفية مثيرة للاهتمام للحبكة. بينما يمكن اعتبار أودا نوبوناغا التاريخي إما بطلاً أو شريرًا، اختارت كابكوم تصويره على أنه الشرير. تم إنشاء حركات الشخصيات باستخدام التقاط الحركة. كان الممثل السينمائي والمغني تاكيشي كانشيرو هو نموذج الشخصية وممثل الصوت الياباني لسامانوسوكي أكيتشي.
تُنسب موسيقى الأوركسترا في اللعبة إلى الملحن مامورو ساموراغوتشي. وفقًا لمجلة تايم: "لتسجيلها، أرغم ساموراغوتشي المنتجين على توظيف أوركسترا مكونة من 200 عازف، بما في ذلك موسيقيون يعزفون على آلات تقليدية مثل الفلوت الياباني وطبول التايكو. والنتيجة مؤثرة وملهمة في آن واحد، تُذكرنا بالموسيقى التصويرية الرائعة لأفلام مثل لورنس العرب". اعترف مامورو لاحقًا في عام 2014 بأنه كلف مُنسقه الموسيقي تاكاشي نيغاكي بكتابة موسيقى اللعبة، والتي نال ساموراغوتشي كامل الفضل في تأليفها.
في الترجمة الإنجليزية للعبة أونيموشا: أمراء الحرب، تُرجمت كلمة أوني "oni" إلى أغور "ogre" وكلمة غينما "genma" إلى ديمون "demon". في جميع الألعاب اللاحقة في السلسلة، بقيت كلمتا أوني و غينماكما هما في النصوص الإنجليزية. كانت اللعبة الوحيدة ضمن السلسلة التي تتيح للاعبين خيار سماع التمثيل الصوتي باللغتين الإنجليزية أو اليابانية مع ترجمة (لم يكن هذا الخيار متاحًا في إصدار PAL في المملكة المتحدة/الاتحاد الأوروبي) حتى الجزء الرابع، الذي تضمن هذه الميزة أيضًا.
أنفقت كابكوم ما بين 5 و10 ملايين دولار لتسويق إصدار اللعبة على بلاي ستيشن 2.

## تعريب اللعبة
في تحديث اللعبة، تم إضافة اللغة العربية ضمن اللغات الجديدة بتاريخ 23 أبريل سنة 2025.

## وصلات خارجية
- الموقع الرسمي
- الموقع الرسمي
- Onimusha: Warlords على موبي غيمز
- Onimusha: Warlords and Genma Onimusha at جيم فاكس
- Onimusha at the قاعدة بيانات الأفلام على الإنترنت